# Mamusich Mihály
Mamusich Mihály (Szabadka, 1888. szeptember 28. – Budapest, 1956. november 26.) magyar  újságíró, ügyvéd, sportvezető. Eredeti neve Mamuzsich Mihály.

## Pályafutása
Futballozott, majd játékvezetői vizsgát tett. 1912–1920 között a Királyi Magyarország Közalapítványi Ügyigazgatóság munkatársa. 1920-ban ügyvédi vizsgát tett; 1945 után vállalati jogtanácsos.

## Sportvezetőként
1920-tól a Magyar Labdarúgó-szövetségben különféle tisztséget töltött be (tanácstag, a nemzetközi bizottság tagja, ügyész, alelnök). 1921–1926 között több alkalommal a Magyar labdarúgó-válogatott válogató bizottságának tagja. A bizottság további tagjai: Neuwelt Emil, Vámos Soma, Pártos Gyula, Stobbe Kálmán, Hajós Alfréd, valamint Vértes Imre.

## Újságíróként
1909–1911 között a Bácskai Napló, 1919–1944 között a Nemzeti Sport munkatársa. A Nemzeti Sport munkatársaként, főmunkatársaként, majd a labdarúgórovat vezetőjeként jelentős szakirodalmi tevékenységet végzett. Tudósított az 1924. évi nyári olimpiai játékokról, az 1928. évi nyári olimpiai játékokró és az 1936. évi nyári olimpiai játékokról. 1930-ban az egyik első rádiótudósítóként a genfi Bajnokok Tornájáról tudósított.
1924. július 3-án megalakult a Nemzetközi Sportújságíró Szövetség (AIPS). A 
Magyar Sportújságírók Szövetsége (MSÚSZ) az évek alatt több magyar újságíróval erősítette az AIPS vezetőségét. 1936–1939 között az alelnöki poszton végzett nemzetközi szolgálatot.

## Művei
- Labdarúgás; Franklin, Bp., 1926 (Franklin sportkönyvtár)
- Holits Ödön–Mamusich Mihály: Hogyan futballozzunk. A modern futball elmélete és gyakorlata; Gergely, Bp., 1936
- Kéziratban maradt műve: A magyar labdarúgás útja a pesti grundtól Wembley-ig

## Külső hivatkozások
- Mamusich Mihály. elte.hu. (Hozzáférés: 2016. január 12.)
- Mamusich Mihály. sportujsagirok.hu. (Hozzáférés: 2016. január 12.)
- Mamusich Mihály. oszk.hu. (Hozzáférés: 2016. január 12.)